# Munébrega
Munébrega település Spanyolországban,  Zaragoza tartományban. Munébrega Ateca, Nuévalos, Maluenda, Paracuellos de Jiloca, La Vilueña, Monterde, Olvés, Carenas és Terrer községekkel határos. Lakosainak száma 361 fő (2024).

## Népesség
A település népessége az utóbbi években az alábbiak szerint változott:
| Lakosok száma | 463  | 438  | 431  | 469  | 470  | 420  | 403  | 371  | 356  | 361  |
|               | 2001 | 2004 | 2007 | 2009 | 2012 | 2014 | 2017 | 2019 | 2022 | 2024 |